# ماریه ژرژ پیکوارت
ماریه ژرژ پیکوارت (به انگلیسی: Marie-Georges Picquart) (متولد ۶ سپتامبر ۱۸۵۴ — درگذشته ۱۹ ژانویه ۱۹۱۴) افسر ارتش فرانسه و وزیر جنگ بود. وی بیشتر به خاطر بازی در ماجرای دریفوس شناخته شده‌است.

## آغاز کار
پیکوارت در استراسبورگ متولد شد. وی کار نظامی خود را در سال ۱۸۷۲ آغاز کرد و در پنجمین سال از مدرسه ملی نظامی مسیحی د سنت-سیر فارغ‌التحصیل شد. پیکوارت قبل از انجام خدمت در هندوچین، به‌عنوان افسر پیاده‌نظام در فرانسه خدمت می‌کرد. وی متعاقباً در آکادمی ستاد کل (دبیرخانه اصلی) تحصیل کرد. او در کلاس خودش، جزو نفرات برتر بود. پیکوارت پس از آن مدرس آکادمی جنگ شد. یکی از دانشجویان وی در آن مؤسسه، آلفرد دریفوس بود.

## پیکوارت و ماجرای دریفوس
پس از آن اتفاق‌ها، پیکوارت به ستاد کل پاریس منصوب شد. وی به‌عنوان یک افسر ستادی و به‌عنوان گزارشگر مناظره‌ها، در اولین دادگاه نظامی دریفوس برای وزیر جنگ وقت و رئیس ستاد کل ارتش فعالیت می‌کرد. پیکوارت متعاقباً در ۶ آوریل ۱۸۹۶ به درجه سرهنگی ارتقا یافت. وی در سال ۱۸۹۵ به عنوان رئیس بخش اطلاعاتی ارتش (دفتر دوکسیمه) منصوب شد. او اول در مورد محکومیت کاپیتان آلفرد دریفوس تحقیق و کشف کرد که در واقع سرگرد فردیناند والسین استرهازی مقصر بوده‌است. چندین ژنرال عالی‌رتبه به سرهنگ پیکوارت هشدار دادند که کشف خود را پنهان کند، اما پیکوارت همچنان پافشاری کرد و تحقیقات خود را ادامه داد. مأموران زیر دست او، به ویژه سرگرد هنری، در این تحقیقات خرابکاری کردند و مانع ادامه یافتن آن شدند. در نتیجه پیکوارت از وظیفه‌اش در دفتر دوکسیمه اخراج شد و در دسامبر ۱۸۹۶ برای انجام وظیفه در هنگ، به عنوان فرمانده هنگ ۴ تیراندازی (پیاده‌نظام بومی) به سوسه واقع در تونس فرانسه اعزام شد.

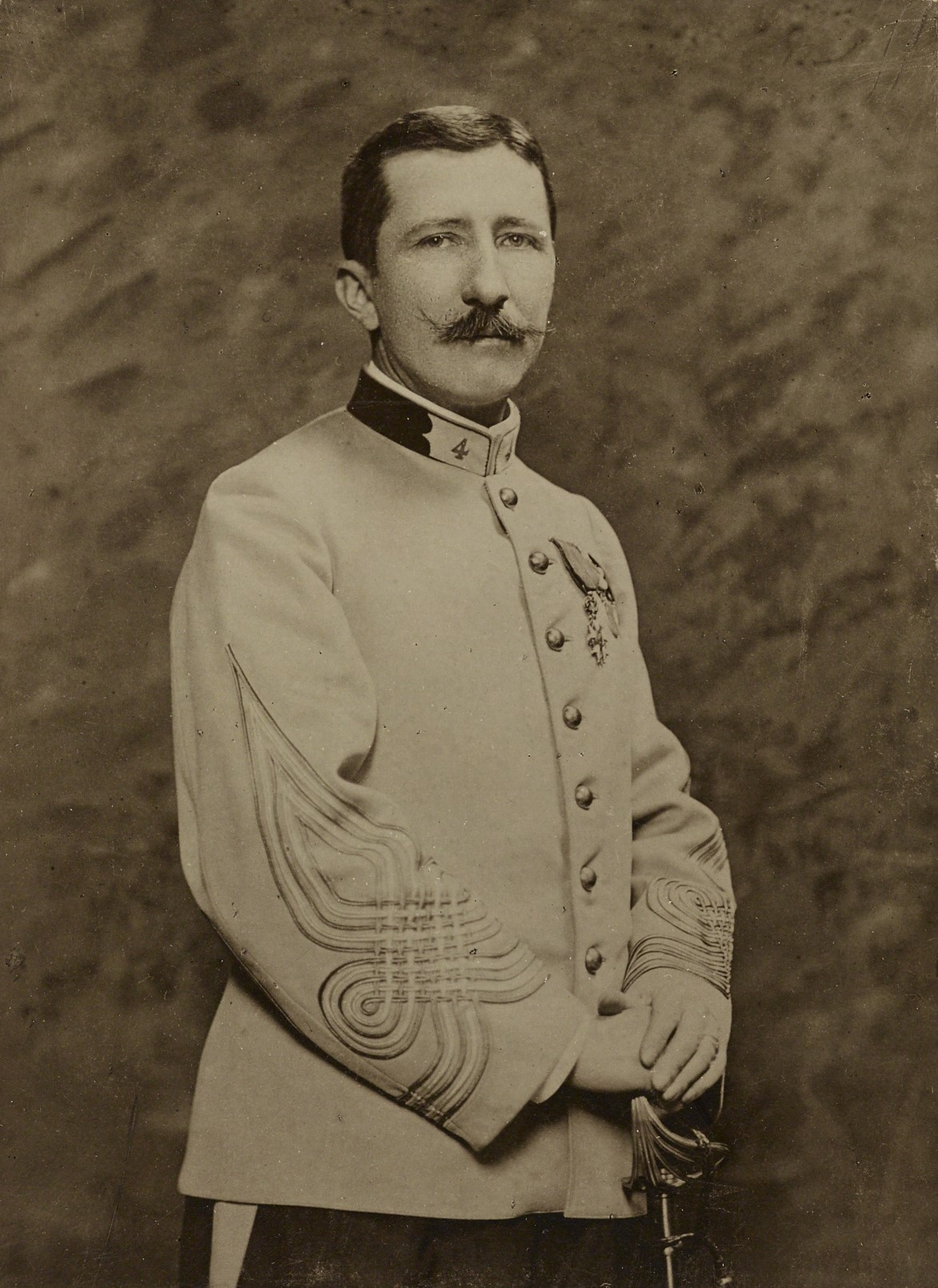
پیکوارت، به‌عنوان سرهنگ ژرژ فرمانده ۴الجزایر تیراندازی

پس از محاکمهٔ امیل زولا برای انتشار نامه سرگشاده خود در سال ۱۸۹۸ به‌نام جی، آکوسه...!، پیکوارت به جعل یادداشتی اعتراف کرد که وی را به تخلف سرگرد استرهازی، متقاعد کرده بود. او سپس به جرم جعل یادداشت دستگیر شد و تا زمان دادگاه نظامی در بازداشت نگه داشته شد، در حالی که دادگاه صلاحیت فرانسه درحال بررسی پرونده دریفوس بود. پس از دادگاه نظامی دوم، پیکوارت از ارتش استعفا داد. با این‌حال، تبرئه دریفوس در سال ۱۹۰۶، پیکوارت را نیز تبرئه کرد. او سپس با اقدام اتاق نمایندگان، به درجه سرتیپ ارتقا یافت. این درجه‌ای بود که یک افسر ارشد و با تجربه همچون او می‌توانست انتظار داشته باشد که اگر کارش با درگیر شدن در ماجرای دریفوس قطع نشده بود، می‌توانست همان اول به آن دست یابد.

## شغل بعدی
در سال ۱۹۰۶، ژنرال پیکوارت به‌عنوان وزیر جنگ وارد اولین کابینه ژرژ کلمانسو شد. وی این سمت را به‌مدت ۳ سال، از ۲۵ اکتبر ۱۹۰۶ تا ۲۴ ژوئیه ۱۹۰۹ حفظ کرد. پیکوارت سپس به عنوان فرمانده سپاه ارتش به خدمت نظامی بازگشت.

## زندگی
پیکوارت که پیانیستی آماتور و مشتاق بود، مدام از خانواده چایگنو بازدید می‌کرد؛ دخترانش نیز عضو گروه ۳خواننده چایگنو بودند. او بعداً به برگزاری کنسرت‌های آنان کمک کرد.

## مرگ
پیکوارت درحالی که هنوز یک افسر ارتش بود، در سن ۵۹ سالگی (۱۹ ژانویه ۱۹۱۴) در آمیان، به خاطر افتادن از اسب، متحمل جراحات سنگینی شد و بر اثر این جراحات درگذشت.